# جون أوليف (كرة سلة)
جون أوليف (بالإنجليزية: John Olive)‏ مواليد 1 مارس 1955 في فيلادلفيا، هو مدرب كرة سلة أمريكي ولاعب معتزل. تم اختياره من قبل فريق فيلادلفيا سفنتي سيكسرز خلال الدرافت. حمل الرقم 40. يبلغ طوله 6 قدم 7 بوصة (2.0 م). لعب مع لوس أنجلوس كليبرز.

## روابط خارجية
- جون أوليف على موقع إن بي أي (الإنجليزية)
- جون أوليف على موقع سبورتس رفرنس (الإنجليزية)
- جون أوليف على موقع كلية كرة السلة في سبورتس رفرنس.كوم (الإنجليزية)
- جون أوليف على موقع ريلجم (الإنجليزية)
- جون أوليف على موقع بروبوليرز (الإنجليزية)
- جون أوليف على موقع كلية كرة السلة في سبورتس رفرنس.كوم (الإنجليزية)